# Jeffrey M. Liebmann
Jeffrey M. Liebmann – amerykański okulista i chirurg, profesor kliniki okulistyki nowojorskiego Uniwersytetu Columbia. Specjalizuje się w diagnostyce oraz leczeniu jaskry.

## Życiorys
Studia medyczne ukończył w 1983 w School of Medicine Uniwersytetu Bostońskiego. Specjalizację z okulistyki ukończył w 1987 na State University of New York oraz Downstate Medical Center. Staż poświęcony jaskrze odbył w New York Eye and Ear Infirmary. Pracuje jako profesor i wiceszef kliniki okulistyki w centrum medycznym Uniwersytetu Columbia (w ramach kliniki okulistyki kieruje oddziałem jaskrowym).
Jest redaktorem naczelnym czasopisma „Journal of Glaucoma", prezesem World Glaucoma Association (Światowego Stowarzyszenia Jaskry) oraz członkiem rady dyrektorów Glaucoma Foundation. Był także prezesem American Glaucoma Society (Amerykańskiego Towarzystwa Jaskry). Należy do Amerykańskiej Akademii Okulistyki (American Academy of Ophthalmology, AAO), Association for Research in Vision and Ophthalmology (ARVO), New York Glaucoma Society oraz American College of Surgeons.
Jest autorem i współautorem prac publikowanych w wiodących czasopismach okulistycznych, m.in. w „American Journal of Ophthalmology", „Acta Ophthalmologica", „JAMA Ophthalmology", „Survey of Ophthalmology", „Retina", „Investigative Ophthalmology & Visual Science" oraz „Ophthalmology".